# Révolution chilienne de 1859
La révolution de 1859 ou guerre civile de 1859 est une tentative des libéraux chiliens de renverser le gouvernement conservateur du président Manuel Montt, qui suit la révolution chilienne de 1851. 
Le soulèvement se produit de façon simultanée à Copiapó, San Felipe, Valparaíso et Concepción le 5 janvier 1859, et dans les jours qui suivent à Talca et Chillán. Il est rapidement écrasé par les forces armées chiliennes, sauf à Copiapó, dans l'Atacama, où un gouvernement provisoire se forme, réunissant des libéraux et des autonomistes de l'Atacama. 
3 000 hommes commandés par le général Vidaurre quittent Valparaiso pour mettre fin à l'insurrection. L'affrontement a lieu lors de la bataille de Cerro Grande, au cours de laquelle les forces gouvernementales l'emportent. 